# Bezirk Kladno
Der Bezirk Kladno (tschechisch Okresní hejtmanství Kladno) war ein Politischer Bezirk im Königreich Böhmen. Der Bezirk umfasste Gebiete in Mittelböhmen im heutigen Středočeský kraj (Okres Kladno). Sitz der Bezirkshauptmannschaft war die Stadt Kladno (Kladno). Das Gebiet gehörte seit 1918 zur neu gegründeten Tschechoslowakei und ist seit 1993 Teil Tschechiens.

## Geschichte
Die modernen, politischen Bezirke der Habsburgermonarchie wurden 1868 im Zuge der Trennung der politischen von der judikativen Verwaltung geschaffen.
Das später Gebiet des Bezirks Kladno war 1868 zunächst Teil des Bezirks Smichow, der aus den Gerichtsbezirken Smichow (tschechisch soudní okres Smíchov), Unhošt (Unhošť) und Königsaal (Zbraslav) gebildet wurde.
1877 wurde im Bezirk Smichow die Errichtung des Gerichtsbezirks Kladno bestimmt, der aus sieben Gemeinden des Gerichtsbezirks Unhošt gebildet wurde und dessen Errichtung am 1. Mai 1878 amtswirksam wurde.
Per 1. Oktober 1893 erfolgte die Abspaltung der Gerichtsbezirke Kladno und Unhošt, die in der Folge gemeinsam den Bezirk Kladno bildeten.
1900 beherbergte der Bezirk Kladno 70.474 Menschen, die auf einer Fläche von 286,36 km² bzw. in 45 Gemeinden lebten.
Der Bezirk umfasste 1910 eine Fläche von 286,36 km² und beherbergte eine Bevölkerung von 80,785 Personen. Von den Einwohnern hatten 1910 79.172 Tschechisch und 1.412 Deutsch Umgangssprache angegeben. Weiters lebten im Bezirk 201 Anderssprachige oder Staatsfremde. Zum Bezirk gehörten zwei Gerichtsbezirke mit insgesamt 45 Gemeinden bzw. 45 Katastralgemeinden.